# Tomáš Král (fotbalista)
Tomáš Král (* 26. října 2004 Mladá Boleslav) je český profesionální fotbalista, který hraje na pozici středního obránce za český klub FK Mladá Boleslav a za český národní tým do 20 let.

## Klubová kariéra
S fotbalem Král začínal v klubu SK Kosmonosy, odkud v mládežnickém věku přestoupil do akademie FK Mladá Boleslav. V roce 2024 se po úspěšné zimní přípravě dostal do prvního týmu pod vedením trenéra Davida Holoubka.
Ligový debut si připsal na jaře 2024, když nastoupil do utkání 20. kola české nejvyšší soutěže proti Viktorii Plzeň. Král se stal ihned stabilním členem základní sestavy, odehrál dohromady 15 zápasů a stal se jedním z největších překvapení sezony.
V červenci 2024 si Král odbyl svůj debut v pohárové Evropě, když nastoupil do utkání druhého předkola Konferenční ligy. O své místo v sestavě nepřišel ani pod vedením nového trenéra Andrease Brännströma, který přišel v létě 2024. S Mladou Boleslaví postoupil až do skupinové fáze Konferenční ligy, v níž nastoupil do všech šesti zápasů.

## Reprezentační kariéra
V roce 2024 začal nastupovat v dresu české reprezentace do 20 let.